# Герб Катайска
Герб муниципального образования город Катайск Катайского района Курганской области является официальным символом города Катайска Катайского района Курганской области.
Герб утверждён решением Катайской городской Думы от 13 января 2000 года № 2-27-169.

## Описание
В лазоревом (синем, голубом) поле на зеленой оконечности, обремененной беличьим столбом, золотой палисад с воротами, перекрытыми золотыми коронованными луком, поверх которого две опрокинутых стрелы того же металла накрест.

## Символика
В гербе Катайска языком геральдических символов и аллегорий гармонично отражены история и географическое расположение города.
Город Катайск основан в 1655 году Панкратием Перхуровым как острог для отражения набегов кочевников, что в гербе показано крепостным полисадом. 
В XVIII-XIX веках через Катайск проходил основной торговый путь в Сибирь, изображенный беличьим мехом. Беличий мех один из традиционных геральдических символов Урала и говорит также о богатстве природы.
Ворота с перекладом из лука со стрелами говорят о начале сибирской земли.
Лук, стрелы и корона являются основными историческими символами Сибири. 
Зеленый цвет — символ весны, радости, надежды, жизни, природы, а также символ здоровья.
Лазоревый (синий, голубой) цвет в геральдике — символ чести, славы, преданности, истины, красоты, добродетели и чистого неба. 
Золото — символ прочности, величия, богатства, интеллекта, великодушия.